# Summer Shark Attack
Pour plus de détails, voir Fiche technique et Distribution.
Summer Shark Attack (Ozark Sharks) est un téléfilm américain diffusé en 2016 sur Syfy. Le téléfilm est écrit par Marcy Holland et Greg Mitchell, réalisé par Misty Talley, et a pour vedettes Allisyn Ashley Arm, Dave Davis, Michael Papajohn, Ross Britz, Ashton Leigh, Thomas Francis Murphy et Laura Cayouette,.

## Synopsis
Sur une rivière, des adolescents jouent avec des pétards lorsqu’ils sont tués par des requins, à l’exception d’une fille nommée Dawn (Ashton Leigh).
Pendant ce temps, les frères et sœurs adolescents Harrison (Dave Davis) et Molly Kaye (Allisyn Ashley Arm) partent à contrecœur en vacances dans les monts Ozarks avec leurs parents Rick (Michael Papajohn) et Diane (Laura Cayouette) et leur grand-mère (Sharon Garrison). Peu de temps après leur arrivée, la famille déballe ses bagages alors que Molly « prend le frais » en lisant sur le ponton tout en trempant ses pieds. Son petit ami et meilleur ami de Harrison, Curtis (Ross Britz), arrive secrètement après avoir pris un bus pour la région.
Alors que Harrison et Curtis rencontrent l’excentrique commerçant local Jones (Thomas Francis Murphy), Molly accompagne sa grand-mère jusqu’à l’un des lacs où sa grand-mère est bientôt dévorée par un requin. Elle en parle à Harrison et Curtis, qui trouvent plus tard le chapeau et le bras coupé de la grand-mère. Harrison est attaqué par un requin mais Jones arrive et lui tire dessus. Le petit groupe ne réussit pas à convaincre le shérif local de la menace. Jones dit aux autres qu’il a déjà vu des requins dans les lacs mais qu’ils n’ont jamais attaqué les gens. En conséquence, il croit que quelque chose les a énervés.
Pendant ce temps, Rick et Diane sortent sur l’un des lacs pour une balade en canoë. Harrison retourne dans leur cabane mais ne les trouve pas et il décide de faire le tour du lac pour les chercher tandis que Molly, Curtis et Jones décident de sortir sur le lac, armés d’un grand arsenal de fusils et d’autres armes de Jones. Ils découvrent bientôt qu’il y a six requins dans le lac.
Pendant ce temps, Harrison trouve Dawn qui lui dit à Harrison qu’un festival de feux d'artifice aura lieu plus tard dans la journée. Harrison espère avertir les gens du danger des requins avant le début du festival. Lui et Dawn commencent alors à remonter la rivière dans un canoë tandis que Rick et Diane sont attaqués par un requin qui mord deux doigts de Rick. Diane tire une fusée éclairante, permettant ainsi à Molly, Curtis et Jones de les retrouver. Rick et Diane retournent à terre sains et saufs. Jones tue l’un des requins mais il est tué par un autre peu de temps après. Après que Molly ait tué un autre requin, elle, Curtis, Rick et Diane partent à la recherche de Harrison dans la voiture de Jones.
Molly, Curtis, Rick et Diane ne parviennent pas à trouver Harrison, mais Curtis mentionne le feu d’artifice et le groupe décide d’avertir également les habitants. Le groupe arrive ensuite à l’atelier de Jones pour obtenir plus d’armes tandis que Harrison et Dawn arrivent sur une autre plage où se trouvent plusieurs personnes.
Une attaque de requin se produit alors et les gens commencent à fuir la plage tandis que Harrison et Dawn restent derrière pour aider plusieurs filles qui sont bloquées sur un ponton au milieu du lac. Ils parviennent à sauver la majorité d’entre elles tandis que Dawn tue un autre requin à l’aide de feux d’artifice, mais une fille est toujours bloquée sur le ponton. Molly, Curtis, Rick et Diane arrivent bientôt et tuent l’un des requins. Ensuite, ils attirent l’un des requins dans une machine qui le déchire en morceaux, le tuant et permettant à la fille restante d’atteindre le rivage. Cependant, plusieurs des morceaux de requin s’envolent et traversent Curtis comme des balles, le tuant.
Molly, dévastée, entreprend de tuer le dernier requin, chargeant le canon de Jones de plusieurs feux d’artifice. Elle se dirige ensuite vers le ponton, mais ce faisant, elle perd le briquet à cause des feux d’artifice. Rick jette ensuite le briquet de Dawn à Molly qui l’utilise pour allumer l’un des feux d’artifice. Lorsque le requin tente de sauter sur le ponton et de manger Molly, elle le tire dans le ciel où les feux d’artifice explosent pour finalement tuer le squale.

## Fiche technique
- Titre : Summer Shark Attack
- Titre original : Ozark Sharks
- Réalisateur : Misty Talley
- Scénario : Marcy Holland et Greg Mitchell
- Sociétés de production : Active Entertainment et Daro Film Distribution
- Budget : 675 000 $
- Pays d'origine : États-Unis
- Format : couleur - 16/9 - stéréo
- Genre : Horreur, action, science-fiction et thriller
- Durée : 88 minutes
- Date de sortie : 
  -  États-Unis : 28 juillet 2016[3] sur Syfy
  -  France : 1er septembre 2016[4] sur Syfy

## Distribution
- Allisyn Ashley Arm : Molly Kaye
- Dave Davis : Harrison Kaye
- Michael Papajohn : Rick Kaye
- Ross Britz : Curtis
- Ashton Leigh : Dawn
- Thomas Francis Murphy : Jones
- Laura Cayouette : Diane Kaye
- Becky Andrews : Beth
- Sharon Garrison : Grand-mère
- Heather Paige : Amanda
- Jeff Pearson : Chase
- Stephon Rodgers : Wyatt
- Melissa Saint-Amand : Sadie